# Катастрофа Ту-134 в Иванове
Катастрофа Ту-134 в Иванове — крупная авиационная катастрофа, произошедшая в четверг 27 августа 1992 года. Авиалайнер Ту-134А авиакомпании «Аэрофлот» выполнял пассажирский рейс SU2808 по маршруту Минеральные Воды — Донецк — Иваново, но при заходе на посадку в пункте назначения рухнул на посёлок Лебяжий Луг (Ивановская область) и повредил несколько зданий. Погибли все находившиеся на борту самолёта 86 человек (79 пассажиров и 7 членов экипажа); погиб 1 человек на земле (один из участников расследования) из-за сердечного приступа.

## Самолёт
Ту-134А (регистрационный номер RA-65058, заводской 49868, серийный 39-10) был выпущен Харьковским государственным авиационным производственным предприятием (ХГАПП) 30 марта 1977 года. 19 апреля того же года был передан авиакомпании «Аэрофлот» (с 19 апреля 1977 года по 20 сентября 1978 года — Латвийское УГА, 1-й Рижский ОАО (Скуле), с 20 сентября 1978 года — УГАЦ, Ивановский ОАО, с 1992 года — УГАЦ, Ивановское авиапредприятие). Был оснащён двумя турбореактивными двигателями Д-30 производства Пермского моторного завода. На день катастрофы 15-летний авиалайнер совершил 16 388 циклов «взлёт-посадка» и налетал 26 307 часов.

## Экипаж
Самолётом управлял опытный экипаж, состав которого был таким:
- Командир воздушного судна (КВС) — 53-летний Владимир Николаевич Груздев (налетал около 400 часов на Ту-134).
- Второй пилот — 35-летний Василий Юрьевич Груздев.
- Штурман — 28-летний Михаил Анатольевич Коновалов.
- Бортмеханик — 30-летний Михаил Геннадьевич Карлов.
- Бортмеханик-инструктор — Юрий Михайлович Ерёменко.

В салоне самолёта работали две стюардессы:
- Светлана Б. Ермилова,
- Татьяна А. Мокрова.

## Хронология событий
Рейс SU2808 вылетел из Донецка в 21:03 UTC, на его борту находились 7 членов экипажа и 77 пассажиров (в том числе 21 ребёнок), также в самолёте находились беременные (при крушении обнаружили двух выкидышей, так что можно считать, что было 86 человек на борту). Взлёт и полёт до Иванова проходили штатно, без нарушений.
Для захода на посадку с магнитным курсом 292° высота 1800 метров была занята в 28 километрах от торца взлётной полосы, после чего по команде диспетчера подхода экипаж приступил к снижению до 1500 метров и был переведён под управление диспетчера посадки.
Запросив заход по КГС, экипаж получил разрешение на снижение к четвёртому развороту. Снижение до эшелона перехода 1200 метров выполнялось с магнитным курсом около 20° и вертикальной скоростью 15 м/с. Эшелон перехода 1200 метров (1020 метров по давлению аэродрома) был занят в районе 3-го разворота на радиальном удалении 17 километров и боковом 10 километров.
На скорости 410 км/ч экипаж выпустил шасси. В течение 1 минуты полёт проходил на высоте 1020 метров по давлению аэропорта с магнитным курсом около 20° при скорости 390 км/ч; самолёт двигался от третьего разворота к четвёртому.
За 2 километра до пересечения линии посадочного курса, находясь в 13 километрах от торца ВПП, на скорости 390 км/ч и высоте 1020 метров, экипаж приступил к выполнению четвёртого разворота с левым креном до 25° и одновременным переходом на снижение с вертикальной скоростью от 6 до 13 м/с. Выход из разворота был закончен в 8600 метрах от торца ВПП на высоте 470 метров при скорости 390 км/ч, при этом лайнер оказался на 1900 метров правее линии посадочного курса.
Для парирования бокового уклонения экипаж начал манёвр выхода на посадочный курс с левым креном до 20°. В 6 километрах от аэропорта Иваново-Южный на высоте 260-270 метров и скорости 380 км/ч, находясь правее линии посадочного курса на 1000 метров, экипаж вывел самолёт из крена. Но в результате перекладки стабилизатора создалась вертикальная перегрузка 1,3 единицы и лайнер из снижения с вертикальной скоростью 8 м/с перешёл в набор высоты с вертикальной скоростью 6 м/с. КВС отклонил штурвал «от себя», в результате чего рейс 2808 вновь перешёл на снижение с вертикальной скоростью 10-14 м/с.
В 4500 метрах от аэропорта Иваново-Южный при боковом уклонении 100 метров вправо, высоте 180 метров и скорости 360 км/ч КВС попытался энергично вывести лайнер на посадочный курс, для чего ввёл его в левый разворот с креном до 35°; разворот выполнялся с увеличением вертикальной скорости до 15—16 м/с. ДПРМ был пройден на высоте 170 метров (по схеме должно быть 210 метров) и 50 метров левее посадочного курса. На высоте 120—130 метров в 3700 метрах от ВПП и в 130 метрах левее линии посадочного курса командир начал выводить лайнер из крена, при этом не уменьшая вертикальной скорости снижения; на высоте 60 метров при правом крене 10° КВС резко отклонил штурвал «на себя», вследствие чего реализовалась вертикальная перегрузка 1,5 единицы и вертикальная скорость уменьшилась до 6 м/с.
В 22:44 UTC в 2962 метрах от торца ВПП на скорости 370 км/ч рейс SU2808 столкнулся правой плоскостью крыла с верхушками деревьев; в этот момент самолёт находился в 60 метрах левее линии пути и двигался с магнитным курсом 295°. Правое крыло начало разрушаться, лайнер опрокинулся вправо и, пролетев ещё 512 метров, рухнул на землю в 2450 метрах от торца ВПП аэропорта Иваново-Южный на посёлок Лебяжий Луг и полностью разрушился и сгорел; все 86 человека на его борту погибли. На земле был повреждён двухэтажный кирпичный жилой дом и несколько нежилых построек, но никто не пострадал. При расследовании у одного из участников поисково-спасательной операции случился сердечный приступ и он умер.

## Расследование
Расследование показало, что отказов и неисправностей самолёта не было, взрыва и пожара в воздухе не было.
Основной причиной катастрофы стало принятие командиром экипажа рейса 2808 неоправданного решения на продолжение захода на посадку при сознательном нарушении схемы и параметров захода и явно непосадочном положении самолёта. В процессе снижения и захода на посадку остальные пилоты (второй пилот, штурман и бортмеханик) действовали с многочисленными нарушениями технологии работы и не оказали необходимой помощи командиру.
Авиадиспетчеры аэропорта Иваново-Южный также действовали с нарушением технологии работы и других руководящих документов, ни разу не сообщив пилотам рейса 2808 об имеющихся отклонениях от курса и глиссады.

## Цитаты
Так было с экипажем Ту-134, собранным в резерв с бору по сосенке: старый, опытный капитан — и молодые, едва налетавшие на этом типе сотню часов специалисты. Из резерва их подняли на вылет. Пролетав всю ночь, они возвращались домой, и пришлось заходить по минимуму погоды в Иванове. Снижались на дальний привод; высота получалась больше расчётной для правильного вписывания в схему, и самым верным решением здесь было бы — выйти на привод, построить прямоугольный маршрут («коробочку», как у нас говорят) и спокойно зайти при минимуме погоды, используя весь опыт старого капитана.
Но старому капитану судьба уже отмерила положенный срок, и он решил, в нарушение всех лётных законов, зайти левым доворотом.
Он взял курс в район 4-го разворота, под 90 к посадочному курсу, и, энергично теряя высоту, на большой скорости приступил к выполнению манёвра. Как ни убеждал его молодой штурман, что скорость велика и погасить её не удастся, что лучше сделать вираж с потерей высоты в районе 4-го, капитан грубо оборвал его и, выпустив шасси, пытался одновременно вписаться в курс и глиссаду. Но из-за большой скорости он проскочил створ полосы и энергично, с максимальным креном продолжал разворот, норовя всё-таки вписаться в курс. Хоть к дальнему приводу. Но снова проскочил, теперь уже влево от курса, и заломил правый крен, отвлёкшись от контроля над высотой и вертикальной скоростью. К этому моменту ему удалось немного погасить разогнанную скорость и догнать глиссаду, но вертикальная была 12 м/сек… Самолёт в правом крене проскочил глиссаду, ушёл ниже, снова пересёк посадочный курс…
Ещё можно было дать взлётный режим и успеть, может, от самой земли, всё-таки уйти на второй круг. Но капитан больше не управлял самолетом. Я думаю, исчерпав все возможности человеческого напряжения, он умер. Другого объяснения не придумаешь. И самолёт, никем не управляемый, зацепил за деревья, перевернулся практически на спину и упал между дальним и ближним приводами.
Где в это время был второй пилот, человек, недавно переучившийся на этот самолёт, что он пытался сделать, чтобы спасти полёт? Полностью подавленный авторитетом капитана, он, видимо, так ничего и не понял…
Василий Ершов. «Раздумья ездового пса».